# Enrique Serna
Enrique Serna Rodríguez (Ciudad de México, 11 de enero de 1959), conocido como Enrique Serna, es un escritor mexicano, autor de cuentos, novelas, artículos y ensayos.

## Datos biográficos
Hijo de Rosa Rodríguez Borrás y Ricardo Serna Rivera, quienes le inculcaron el hábito de la lectura, desde niño se aficionó a los clásicos de la literatura fantástica. Estudió la primaria en el Instituto Patria y el bachillerato en el Instituto Simón Bolívar. En 1977 publicó su primer cuento, «La bóveda», en la Revista Mexicana de Cultura del periódico El Nacional. Siguió escribiendo cuentos durante un largo periodo de aprendizaje, y después de haber publicado sus dos primeras novelas, volvió a incursionar en el género con Amores de segunda mano.
En 1978 ingresó a la carrera de Periodismo en la Facultad de Ciencias Políticas de la UNAM. Abandonó la carrera al tercer semestre para cursar Letras Hispánicas, donde se recibió de licenciado en 1985 con la tesis «La paradoja en la poesía de Sandoval Zapata».  Becado para estudiar una maestría en Bryn Mawr College, abandonó los estudios de postgrado por su inconformidad con la jerigonza de la teoría literaria. Entre 1986 y 1995 escribió una columna satírica en el suplemento sábado de Unomásuno.  Entre los 18 y los 28 años trabajó como redactor publicitario en Procinemex, donde conoció al dramaturgo Carlos Olmos, que lo invitó a colaborar en los argumentos de las telenovelas Tal como somos, Cuna de lobos, En carne propia, La sombra del otro y Sin pecado concebido. Más tarde dirigió una colección de biografías de ídolos populares en la editorial Clío. A partir de los 40 años se ha dedicado de lleno a las letras.
Desde su primera novela, Señorita México, ha incursionado en distintos géneros: el cuento cruel, la novela histórica, la novela negra, el relato futurista, la novela intimista, la crónica y el ensayo. Los principales atributos de su obra señalados por la crítica son el humor negro, el coloquialismo, la empatía con los personajes grotescos, la reconstrucción del pasado y el maridaje de la cultura popular con la alta cultura. Algunas de sus obras han sido traducidas al francés, italiano, inglés, alemán y portugués. 
En 1995 publicó la novela negra El miedo a los animales, una radiografía satírica del mundillo literario que le granjeó enemistades eternas y la solidaridad activa de los escritores independientes. Cuatro años después obtuvo el Premio Mazatlán con El seductor de la patria, una novela histórica centrada en la personalidad de Antonio López de Santa-Anna, el personaje más satanizado de la historia oficial. 
En 2002, un jurado plural convocado por la revista Nexos incluyó Amores de segunda mano entre los diez mejores libros de cuentos mexicanos publicados en el último cuarto del siglo XX. En 2003, el IMER produjo una adaptación radiofónica de El seductor de la patria, con Gonzalo Vega en el papel de Santa-Anna. En diciembre del mismo año, Gabriel García Márquez publicó en la revista Cambio una antología de los mejores cuentos mexicanos del siglo XX, donde incluyó el relato de Serna «Hombre con minotauro en el pecho».
En una encuesta publicada por la revista Nexos en abril de 2007, la comunidad intelectual del país eligió El seductor de la patria como una de las diez mejores novelas nacionales de los últimos 30 años. Ese año, La compañía Théâtre des Chimères estrenó una adaptación teatral de su cuento «Amor propio» en el XVII Festival de Teatro de Bayona y Biarritz. En 2011, el grupo Théâtre des Passerelles montó en la Universidad de Lille una adaptación teatral de El miedo a los animales. En 2011, Radio Educación difundió catorce adaptaciones radiofónicas de sus cuentos.
En 2019 obtuvo el premio Villaurrutia con su novela El vendedor de silencio, inspirada en la vida del célebre periodista Carlos Denegri, llamado por Julio Scherer «el mejor y el más vil de los reporteros». La novela tuvo un fuerte impacto en la opinión pública y provocó una enconada polémica sobre las relaciones entre la prensa y el poder.

## Obras

### Novelas
- Señorita México (1987)
- Uno soñaba que era rey (1989)
- El miedo a los animales (1995)
- El seductor de la patria (1999)
- Ángeles del abismo (2004)
- Fruta verde (2006)
- La sangre erguida (2010)
- La doble vida de Jesús (2014)
- El vendedor de silencio (2019)

### Cuentos
- Amores de segunda mano (1991)
- El orgasmógrafo (2001)
- La ternura caníbal (2013)
- Lealtad al fantasma (2022)

### Artículos
- Las caricaturas me hacen llorar (1996)
- Giros negros (2008)

### Ensayos
- Genealogía de la soberbia intelectual (2013)

### Biografías
- Jorge el bueno. La vida de Jorge Negrete (1993)

### Cuentos infantiles
- La caverna encantada (1997)
- «La recompensa de Nefru» (2012), incluido en el libro de Español lecturas de sexto grado de la Secretaría de Educación Pública de México.

### Como editor y prologuista
- Todas mis guerras (1993), de María Félix. Se le acredita como editor. Fungió como escritor fantasma.[8]

- Los mejores cuentos mexicanos (2000) (editor)[9]
- Tríptico de juegos (2002), de Carlos Olmos (prologuista)[10]
- Teatro completo (2007), de Carlos Olmos (prologuista y editor)[11]
- Boquitas pintadas, de Manuel Puig. Seix Barral, 2022 (prologuista)[12]

## Premios
- Premio Mazatlán de Literatura 2000 por El seductor de la patria.
- Premio Bellas Artes para Obra Publicada 2004 por Ángeles del abismo.
- Premio Antonin Artaud 2011 por La sangre erguida.
- Premio Xavier Villaurrutia 2019 por El vendedor de silencio.
- Premio Excelencia en las Letras José Emilio Pacheco 2020 por el conjunto de su obra.
- Premio Jorge Ibargüengoitia 2025 por sus novelas históricas.[13]